# ウィリアム・ウィレット
ウィリアム・ウィレット（William Willett、1856年8月10日 - 1915年3月4日）はイギリスの発明家、建築業者であり、精力的にイギリス・サマータイムを推進したプロモーターであった。 

## 生涯

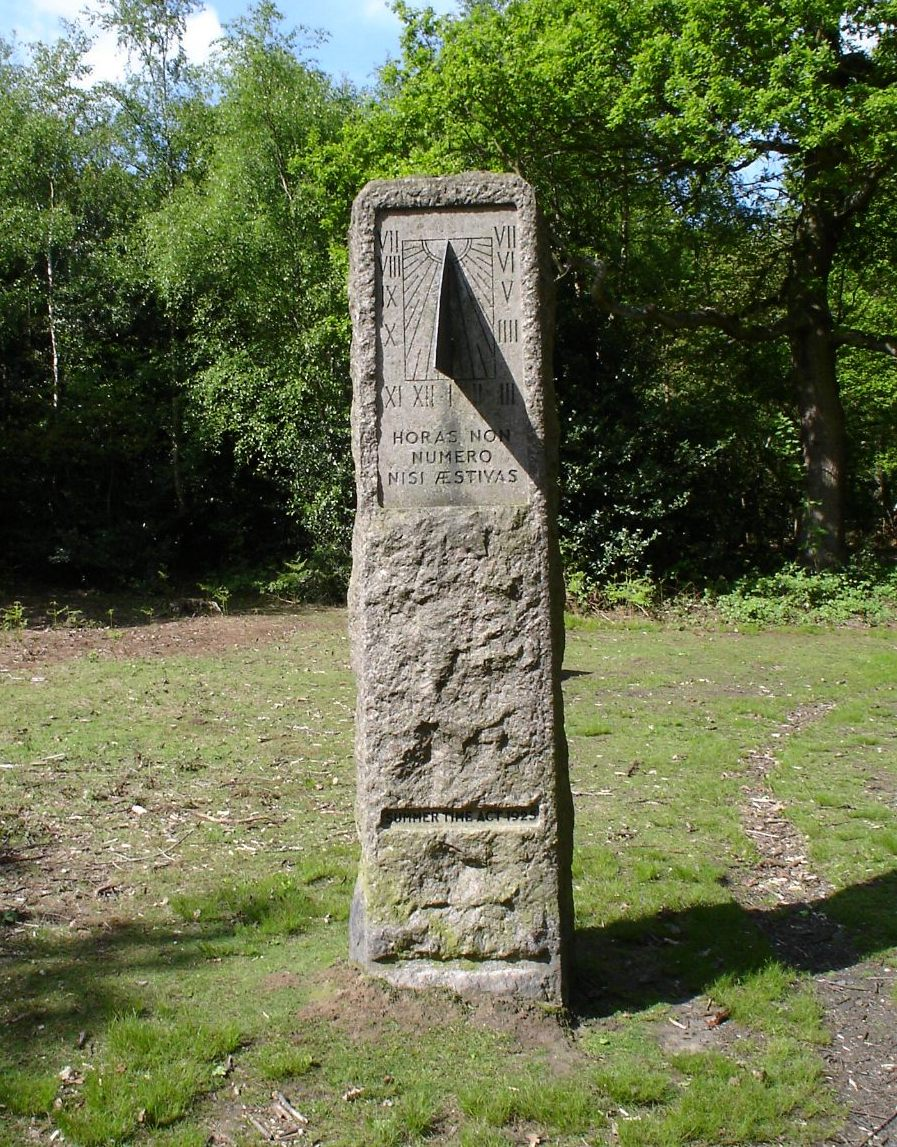
ウィリアム・ウィレットは、ペッツウッドにて常時夏時間を示す日時計によって顕彰されている

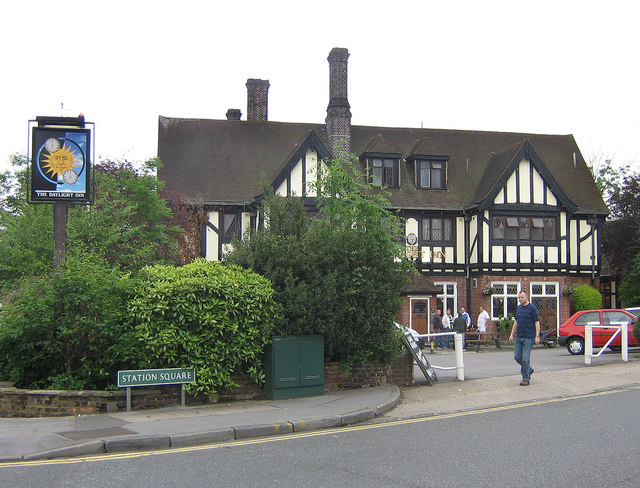
ペッツウッドの夏時間記念館